# Macellazione

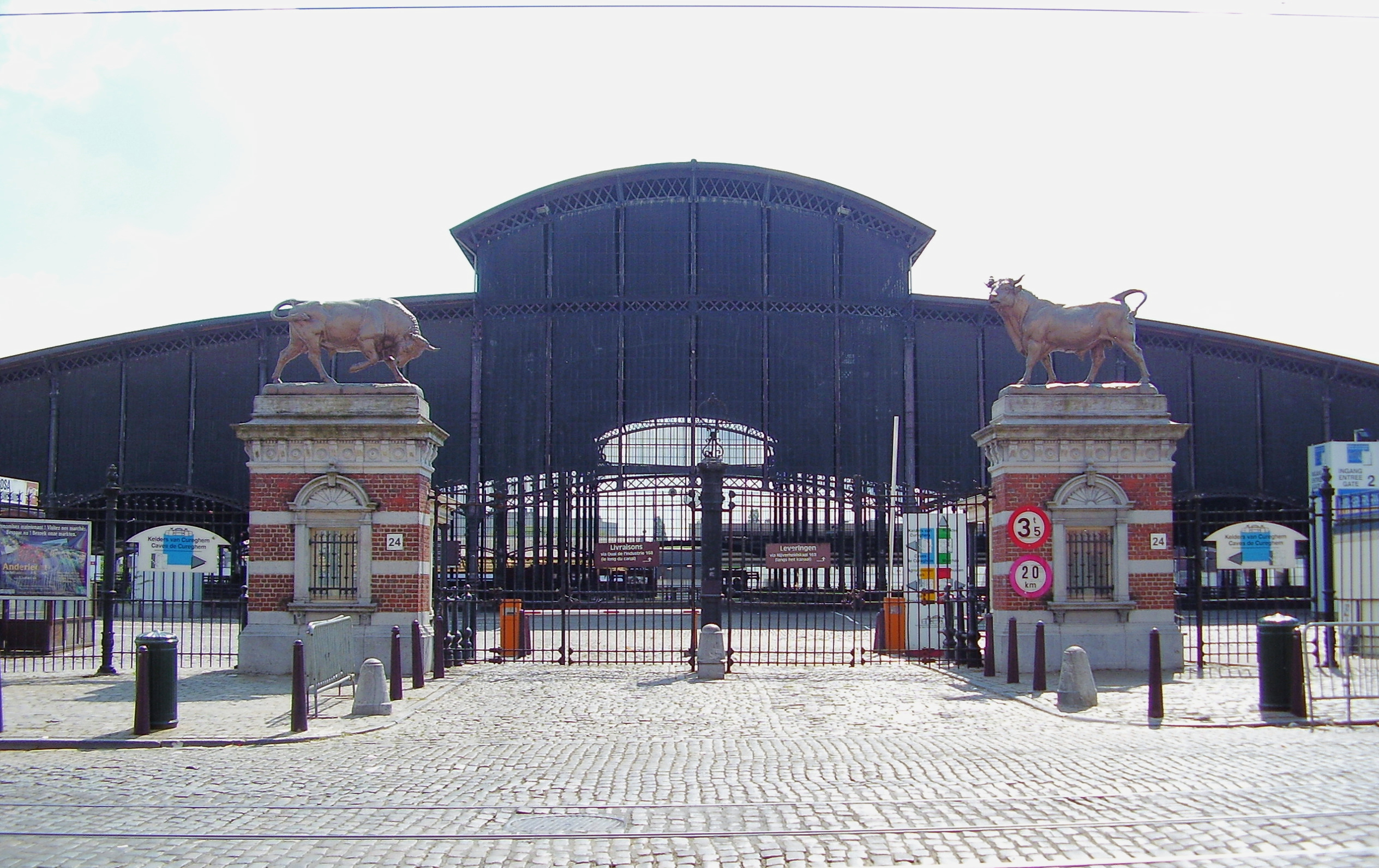
Uno storico macello dell'Ottocento, in Belgio, ancora attivo

La macellazione è il processo di abbattimento di un animale mediante dissanguamento e di prima lavorazione della carcassa finalizzato a destinare le carni al consumo umano.

## Fasi della macellazione
La macellazione è regolata da una serie di norme sanitarie ben definite al fine di garantire l'idoneità delle carni e il benessere animale per l'alimentazione umana.
Le operazioni si devono svolgere di regola in uno stabilimento autorizzato e quindi in possesso dei requisiti igienici necessari. 
In Italia è consentita la macellazione a domicilio per autoconsumo per le specie suina, ovicaprina, volatili da cortile e conigli. 
Le specie animali che possono essere macellate sono varie:
- ungulati domestici (bovini, equini, suini e ovicaprini);
- pollame e lagomorfi (conigli);
- selvaggina d'allevamento, (ratiti, suidi, ruminanti e altri mammiferi terrestri);
- prodotti dell'acquacoltura;
- rane e lumache.

Le fasi di macellazione sono specifiche per i vari gruppi di specie animali, differenze significative si hanno tra la macellazione degli ungulati domestici, volatili e altre specie.
Di seguito le fasi di macellazione degli ungulati con le varianti per le specie avicole.

### Introduzione degli animali nel macello
1. Le operazioni di trasferimento, stordimento, iugulazione, depilazione, spiumatura, scuoiamento, eviscerazione, mezzenatura, toelettatura, e abbattimento devono essere condotte in modo tale da risparmiare agli animali eccitazioni, dolori e sofferenze evitabili[3].
2. Tutti gli animali all'arrivo al macello devono essere puliti e senza malattie che pregiudichino la macellazione[4].
3. Gli animali introdotti in un macello devono essere macellati senza indebito ritardo. Tuttavia, ove richiesto per motivi di benessere, prima della macellazione dev'essere loro concesso un periodo di riposo[4].

### Visita sanitariaprima della morte
Gli animali destinati alla macellazione devono giungere al macello regolarmente identificati e scortati dalla documentazione sanitaria di scorta. Ricoverati nelle stalle di sosta o nei recinti, ciascun animale è sottoposto a visita sanitaria da parte del veterinario ufficiale al fine di accertare eventuali segni di compromissione del benessere degli animali nonché di condizioni che potrebbero ripercuotersi negativamente sulla salute umana o degli animali, prestando particolare attenzione all'individuazione delle zoonosi e delle malattie degli animali per le quali la legislazione dell'Unione europea stabilisce norme di polizia sanitaria. 
La macellazione o la tolettatura degli animali non possono aver luogo fino a quando il veterinario ufficiale non lo autorizzi.
Per le specie avicole la visita sanitaria può essere effettuata e certificata in allevamento, prima della spedizione al macello, oppure effettuata per gruppi di animali al macello.

### Stordimento

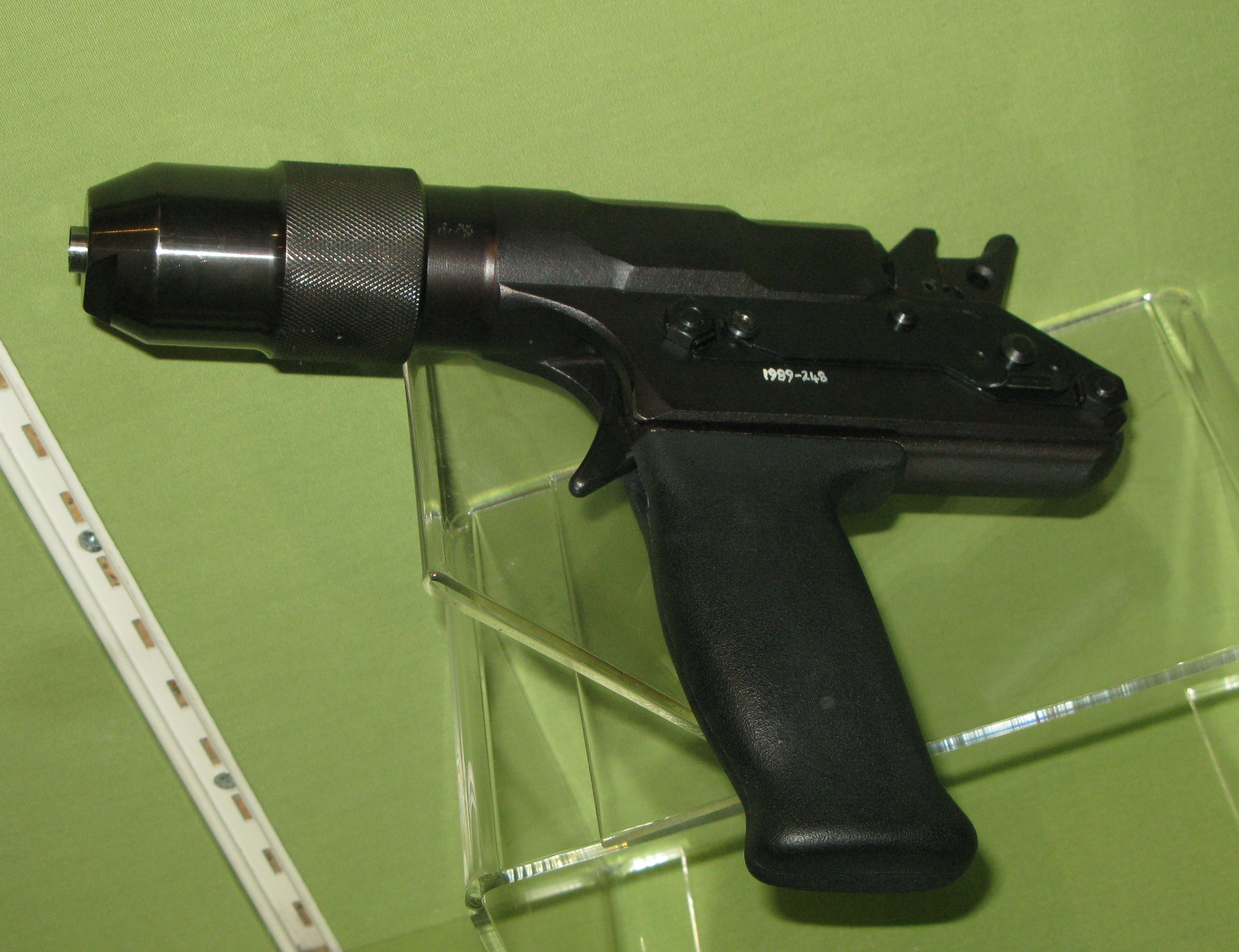
Pistola a proiettile captivo

La normativa vigente nell'Unione europea prevede quattro sistemi di stordimento dell'animale:
1. Pistola a proiettile captivo;
2. Commozione cerebrale
3. Elettronarcosi;
4. Esposizione al biossido di carbonio.

La pistola a proiettile captivo è provvista di una punta di ferro di 6 cm che penetrando nel cranio provoca un rapido stordimento, ma non uccide l'animale. Viene di norma utilizzata per animali di grossa taglia come bovini ed equini.
L'elettronarcosi è utilizzata per i suini ed è effettuata per apposizione di elettrodi in punti precisi della testa. Per piccoli animali, come i volatili, si può utilizzare lo stordimento elettrico con bagno d'acqua. L'elettrodo viene immerso in una vasca piena d'acqua in cui vengono fatte passare le teste degli animali.
Il sistema più sicuro e più usato oggi è l'elettronarcosi: l'applicazione di corrente elettrica all'animale provoca la scomparsa totale della sensibilità, abolizione della coscienza, perdita dei riflessi, ma permanenza di respirazione e circolazione sanguigna. 
Lo stordimento deve essere totale e durare fino alla morte dell'animale che avviene immediatamente dopo per dissanguamento.

### Iugulazione

Pugnale per scannare i maiali, circa 1940

Una volta storditi gli animali vengono appesi per gli arti posteriori oppure distesi lateralmente su un piano, quindi, con un coltello pulito, vengono recisi i grandi vasi sanguigni del collo (l'arteria carotide o la vena giugulare) o del petto (tronco carotidale e vena cava anteriore) per permettere il completo dissanguamento della carcassa.
È consentito lo sgozzamento dell'esofago e della trachea nel caso di macellazione secondo il rito religioso giudaico o islamico soltanto da personale autorizzato all'interno di un macello.
I volatili, le cui carcasse sono destinate alla vendita per intero, possono essere iugulati manualmente con forbici o bisturi passando attraverso il becco.
In ogni caso il dissanguamento deve portare a morte rapida senza ristagno di sangue nei tessuti e negli organi, condizione indispensabile alla successiva buona conservazione della carne.
Il sangue è raccolto a parte e smaltito come sottoprodotto di origine animale oppure, in alcuni casi, utilizzato come alimento umano.

### Depilazione
Praticata nei suini, consiste nella rimozione delle setole e dello strato corneo dell'epidermide. La depilazione avviene per fasi che consistono nel lavaggio per rimuovere sporco e residui di sangue; scottatura con immersione in vasche di acqua calda (60-62 °C per 5-8 minuti), aspersione con vapori e getti di acqua calda, oppure utilizzo di raggi infrarossi per dilatare i bulbi piliferi e facilitare la successiva depilazione; asportazione delle setole in genere meccanica con spatole; flambaggio in cui vengono bruciate le setole residue; infine spazzolatura e docciatura per l'eliminazione dei residui.

### Spiumatura
La spiumatura consiste nell'eliminazione delle penne dai volatili previa scottatura. 
La scottatura può essere effettuata in vasca di immersione oppure in tunnel con getti di acqua calda e vapore. Questo secondo metodo riduce le contaminazioni microbiche. 
Una volta che l'umidità e la temperatura hanno dilatato i follicoli dell'epidermide, delle macchine provviste di spatole rotanti gommose rimuovono le penne.
La spiumatura a secco viene fatta invece nel caso non si vogliano danneggiare le pelli o le piume destinate ad altri utilizzi (ad es. per gli struzzi).

### Scuoiamento
Con lo scuoiamento si rimuove completamente la cute e i suoi annessi. Le procedure sono diverse a seconda della specie e delle attrezzature. 
Nel caso di animali con le corna vengono prima asportate le corna e le estremità delle zampe anteriori mentre la rimozione della testa dipende dal processo di lavorazione. 
Si procede poi ad effettuare delle incisioni in tutta la lunghezza del corpo degli animali, appesi per le zampe posteriori alla guidovia, e quindi al sollevamento dei lembi che verranno poi agganciati alle macchine scuoiatrici o tirati a mano con l'aiuto di coltelli per lo scollamento dalla muscolatura sottostante.

### Eviscerazione
Facendo attenzione a non tagliare gli organi interni e in particolare la cistifellea, si incidono i piani muscolari del ventre verticalmente dal collo fino al perineo, che viene aggirato con una incisione circolare. Incisioni simili si fanno lungo l'interno delle zampe fino a congiungerle con l'incisione ventrale. A questo punto la carcassa viene eviscerata (si tolgono le interiora).
Con l'eviscerazione si ottengono le frattaglie ovvero gli organi interni dell'animale (rognoni, fegato, animelle, cervello, milza, ecc.) che vanno a formare il quinto quarto alimentare.

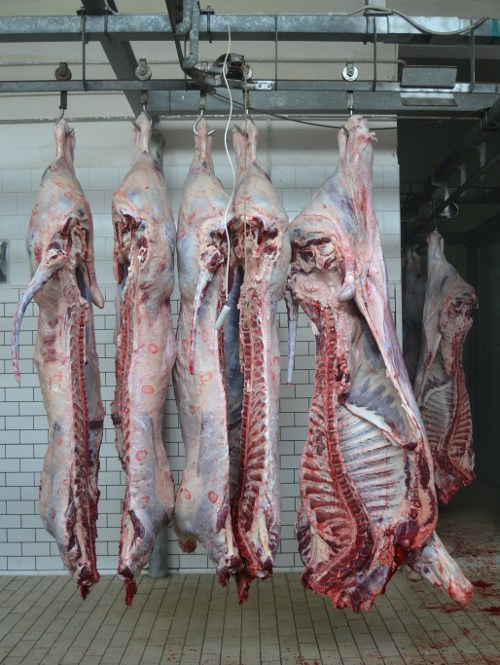
Carni bovine in mezzene

### Mezzenatura
Successivamente la carcassa viene tagliata a metà longitudinalmente (bovini, equini e suini e a volte ovi-caprini adulti) con una sega lungo la spina dorsale, ricavandone due pezzi detti mezzene, che, con un successivo taglio in due, all'altezza della sesta o settima costola, possono essere poi divisi in due quarti anteriori e due quarti posteriori. I quarti posteriori contengono quasi tutte le carni tenere e vengono perciò considerati i più pregiati.
Gli ovini e i suini di peso inferiore ai 25 kg in genere non sono divisi in mezzene e conservano la testa.

### Toelettatura
Vengono poi effettuate operazioni di rifilatura e toelettatura al fine di eliminare carnicci e altre parti non idonee al consumo.

### Visita sanitariapost mortem
Il veterinario ufficiale, dopo aver controllato la corretta esecuzione delle fasi di stordimento e iugulazione, effettua l'ispezione sanitaria delle carni (organi interni e muscoli) secondo le dettagliate disposizioni dettate dalla normativa comunitaria in funzione della specie animale.
L'ispezione post mortem è essenzialmente un esame anatomopatologico condotto al fine di escludere dal consumo umano le carni non idonee.
A garanzia dell'avvenuto controllo con esito favorevole è apposta la "bollatura sanitaria" che consiste in un bollo a patina di inchiostro o a fuoco a forma di ovale al cui interno reca in alto la sigla del Paese comunitario (per l'Italia "IT"), al centro il numero di riconoscimento del macello e in basso la sigla "CE".
I bolli sono apposti nel numero di un bollo per carcassa o per ogni pezzo se la carcassa è divisa in quarti o mezzene. 
La visita sanitaria post mortem dei volatili da cortile e dei conigli è effettuata a campione per ogni partita di animali avviata alla macellazione.
Su dette carni deve essere applicato un marchio di riconoscimento avente le stesse caratteristiche del citato bollo sanitario.

### Stoccaggio
Finita la fase di macellazione le carcasse sono avviate allo stoccaggio in una cella frigorifera a 4 °C dove vengono raffreddate. 
Le carni macellate vengono lasciate "maturare" attraverso il processo di frollatura, che rappresenta il primo stadio chimico-fisico di trasformazione del muscolo in carne. 
Le carni possono anche essere sezionate a caldo in un laboratorio di sezionamento annesso.

## Macellazione rituale-religiosa
Alcune religioni, come l'islam e l'ebraismo, prescrivono che gli animali siano macellati senza preventivo stordimento. In Italia questo tipo di macellazione è stato per la prima volta autorizzato con il decreto dei ministri della Sanità e degli Interni dell'11 giugno 1980 e tale deroga è stata confermata da tutti gli atti legislativi successivi in materia.
La legge islamica, cioè l'insieme dei precetti del Corano e degli ḥadīth, prescrivono una serie di regole per la macellazione del bestiame affinché la carne sia considerata commestibile. Per i musulmani tali regole appaiono mutuate dalla tradizione giudaica del cibo Kosher e di fatto coincidono nelle due culture: quanto segue elenca i precetti del Corano.

### Condizioni del bestiame prima della macellazione
1. Tutti gli animali e il bestiame devono essere in salute, senza segni di malattia, non devono essere feriti né sfigurati in alcun modo;
2. è espressamente proibito picchiare gli animali da macellare o impaurirli: gli animali in attesa della macellazione devono essere trattati accuratamente;
3. è proibito ferirli o comunque danneggiarli fisicamente in qualunque modo.

### Condizioni di uccisione
1. L'uccisione ḥalāl (cioè lecita) di animali deve essere effettuata in locali, con utensili e personale separati e diversi da quelli impiegati per l'uccisione non halāl;
2. l'uccisore deve essere un abramita (maomettano, giudeo o cristiano) adulto, di sesso maschile,  sano di mente e a conoscenza di tutti i precetti della religione islamica e sulla macellazione halāl;
3. gli animali da uccidere devono essere animali halāl e devono poter essere mangiati da un musulmano senza commettere peccato;
4. gli animali devono essere coscienti al momento dell'uccisione, anche se (come sovente accade) bendati per non vedere il coltello del macellaio;
5. l'uccisione deve avvenire recidendo la trachea e l'esofago: i principali vasi sanguigni verranno recisi di conseguenza. La colonna vertebrale non deve invece essere recisa: la testa dell'animale non deve essere staccata durante l'uccisione. Il macellaio deve pronunciare la basmala, orientando la testa dell'animale in direzione di Mecca;
6. l'uccisione deve essere fatta in una sola volta: il movimento di taglio deve essere continuo e cessa quando il coltello viene sollevato dall'animale. Non è permesso un altro taglio: un secondo atto di uccisione sull'animale ferito rende la carcassa non halāl;
7. il dissanguamento deve essere spontaneo e completo;
8. la macellazione deve iniziare solo dopo aver accertato la morte dell'animale;
9. gli utensili per l'uccisione e la macellazione halāl devono essere usati solo ed esclusivamente per animali leciti.

### Stordimento
Lo stordimento degli animali prima della macellazione non è contemplato dai precetti dell'Islam: tuttavia in alcuni Stati islamici (per esempio in Malaysia) è permesso, come misura di gentilezza verso gli animali, a condizioni ben precise:
1. lo stordimento deve essere temporaneo e non deve provocare danni permanenti;
2. lo storditore deve essere musulmano, o deve essere sorvegliato da un musulmano o da un'autorità di certificazione halāl;
3. i dispositivi usati per stordire animali non halāl non devono essere usati per stordire animali halāl.

## Legislazione sanitaria

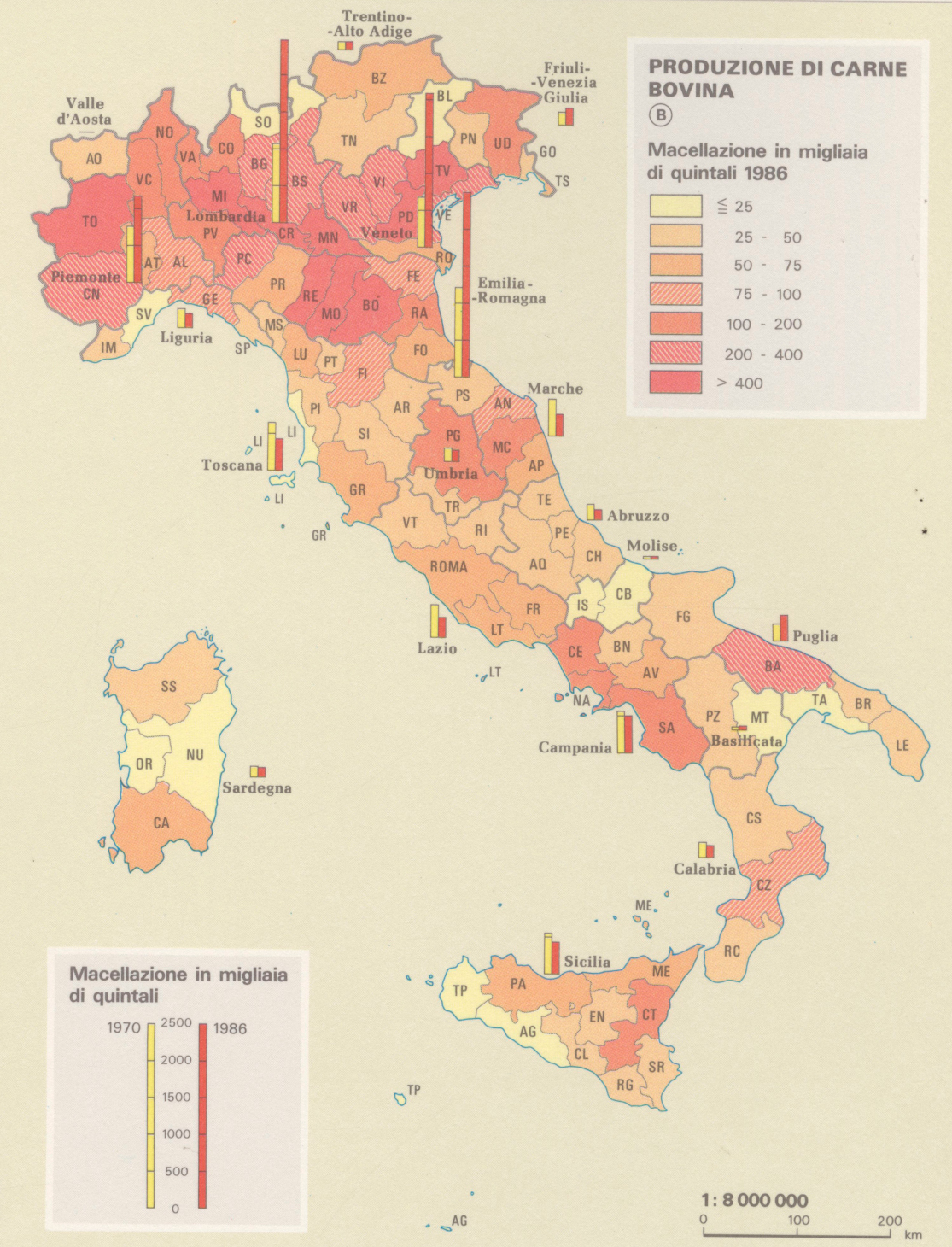
Produzione di carne bovina in Italia per provincia nel 1986.

La normativa sanitaria in materia di macellazione degli animali è dettata nell'Unione europea dal regolamento CE n. 853/2004 e succ. modifiche e per quanto riguarda il controllo sanitario dal regolamento CE n. 854/2004 e succ. modifiche.
Il Regolamento (CE) 1099/2009 (G.U. dell'Unione Europea n. 303 del 18/11/2009) del 24 settembre 2009 "relativo alla protezione degli animali durante l'abbattimento" ha abrogato la direttiva 93/119/CE ed è applicabile dal 1º gennaio 2013.